# Винокуров, Александр Иванович (предприниматель)
Александр Иванович Винокуров (род. 12 сентября 1970, Лихославль, Калининская область) — российский предприниматель.
С 2000 года по октябрь 2008 являлся генеральным директором банка «КИТ финанс». В 2008 года Винокуров стал инвестором телеканала «Дождь». В 2009 году инвестировал в издание «Слон.ру» (ныне — Republic), а в 2010 в выкупленный журнал «Большой город». С 2013 до 2022 года владел сетью клиник «Чайка». В 2022 году приобрел компанию «Креатив медиа», которая управляет изданиями The Village, Wonderzine и Spletnik.ru.
Награждён премией РОТОР в 2012.

## Биография
В 1992 окончил экономический факультет Тверского государственного университета. Служил в закрытом городе Арзамас-16.
В 1993 начал работать в «Тверьуниверсалбанке» заместителем начальника отдела торговых операций, потом возглавлял казначейство банка. В 1996 перешёл в «Ухтабанк» заместителем директора региональной дирекции, затем стал директором филиала банка в Москве. В том же году перешёл в «Балтонэксимбанк» начальником управления корпоративного финансирования, в 1999 назначен генеральным директором инвестиционной компании «Балтонэксим финанс».
В 2001 вместе с партнёрами выкупил банк «Пальмира» и на его основе создал «Вэб-Инвест Банк» (в 2005 переименован в «КИТ финанс»), с 2000 года по октябрь 2008 являлся его генеральным директором. В начале 2008 года доля Винокурова могла бы стоить 26,4-44 млрд рублей, однако в кризис 2008 года банк не смог выполнить обязательства по сделкам РЕПО. Винокуров продал свою долю в банке за 62 рубля (на тот момент 62,01 % акций банка владел Александр Винокуров. См.ниже).  Тем не менее, за время работы в банке заработал более $230 млн.
9 апреля 2005 года на матче футбольного клуба «Челси» через своего друга Олега Тинькова познакомился с Натальей Синдеевой, бывшей тогда генеральным продюсером радио «Серебряный дождь». В 2006 году они поженились. В этом браке в 2009 году родилась дочь Александра. От первого брака у Винокурова есть взрослый сын.
С 2008 года Винокуров инвестирует в медиахолдинг «Дождь»: сперва в созданный Натальей Синдеевой телеканал «Дождь», с 2009 — в новое издание «Слон.ру», а с 2010 — и в выкупленный журнал «Большой город».
Участвовал в митинге на Чистых прудах 5 декабря 2011, избирался членом Координационного совета оппозиции.
Инвестирует в сеть московских медицинских клиник «Чайка», выступает в качестве управляющего партнёра.
В декабре 2014 года занял пост генерального директора Slon.ru, сменив Максима Кашулинского.

## Карьера

### КИТ Финанс
В июне 1992 году в Санкт-Петербургe был создан «Банк Пальмира». В 2000 году его гендиректором стал Винокуров. В ноябре 2001 банк был перепродан и переименован в «Вэб-Инвест Банк», а в 2005 году сменил название на ОАО «КИТ Финанс Инвестиционный банк».
Банк образовывал финансовую группу с дочерними компаниями: управляющей компанией — «КИТ Финанс» (ОАО), брокерской компанией — «КИТ Финанс» (ООО), лизинговой компанией — ОАО «Лизинговая компания „Магистраль Финанс“», дочерним инвестиционным банком — Aurora Access Securities AS (Эстония), негосударственным пенсионным фондом, банком на Украине и управляющей компанией в Казахстане. Де-факто «КИТ Финанс» был инвестиционной компанией с банковской лицензией и широкой сетью продаж. До кризиса 2008 года группа была крупнейшим оператором и андеррайтером российского рынка облигаций и РЕПО, лидером по количеству розничных ПИФов. Основными драйверами роста были инвестиционные услуги для структур ОАО «РЖД» и направление ипотечных кредитов для населения.
В конце 2007 году в интервью газете «Ведомости» Александр Винокуров рассматривал возможность IPO «КИТ финанса», либо альянса с другим банком. На 1 апреля 2008 года, по данным журнала «Коммерсантъ Деньги», банк занимал 30-е место по размеру собственного капитала (13,8 млрд руб.) и 26-е место по сумме чистых активов (120,4 млрд руб.), чистая прибыль за 2007 год по МСФО — 6,83 млрд руб . На тот момент 62,01 % акций банка владел Александр Винокуров (с осени 2006 по май 2007 увеличил свою долю с 18 %). В феврале 2008 было объявлено о планах провести IPO в ноябре, разместив бумаги на 25 млрд руб. Банк оценивал себя в 3-5 капиталов (42,6-71 млрд рублей). Соответственно, доля Винокурова могла бы стоить 26,4-44 млрд рублей.
В сентябре 2008 из-за проблем с ликвидностью и падения рынка акций банк не смог расплатился по ряду сделок РЕПО (продажа ценных бумаг с обязательством обратного выкупа) на сумму 7,2 миллиарда рублей. В октябре 2008 года консорциум инвесторов спас банк, выкупив «КИТ Финанс» за 100 рублей. В сделку не вошёл выкупленный Винокуровым в апреле 2008 закрытый ПИФ «Кит Фортис — фонд ипотеки» с активами 1 млрд рублей. Кроме того, за 2007 и 2008 годы он получил не меньше $230 млн от продажи разных активов.

### Медиахолдинг «Дождь»
Я считаю, что рекламная модель — говно. И себя в значительной степени уже исчерпала. И рискну предположить, что нашей стране, в силу того что рекламный рынок меньше, первой придется испытать другие варианты получения доходов, другие экономические модели в медиа-бизнесе.
Александр Винокуров является основным инвестором медиахолдинга «Дождь», в который входят одноимённый канал, а также издание Slon.ru и журнал «Большой город». Точные суммы инвестиций в холдинг не раскрываются, но к середине 2013 года вложения только в телеканал могли достигнуть $40 млн. Однако юридически «Слоном» и «Большим городом» единолично владеет Синдеева; в канале «Дождь» у неё 95 % (ещё 5 % у Веры Кричевской). В 2012 Александр стал победителем ежегодной интернет-премии РОТОР в номинации «Инвестор года».
Суммарная выручка холдинга в 2012 году, по РСБУ, составила 433 млн рублей. Из них на долю телеканала пришлось почти 66 % — 285 млн рублей, на долю портала Slon.ru (созданного в 2009 году) — 20 %, остальное принесли журнал и сайт «Большой город» (приобретены в 2010-м). Операционной прибыли ни один ресурс не приносит. В июне 2014 было объявлено о планах объединить все проекты в один холдинг и вывести его на IPO на Московской бирже.

#### Телеканал «Дождь»
Телеканал «Дождь» в этом году еще не станет прибыльным изданием. Но если посмотреть на динамику показателей по выручке, по аудитории — никто в медиа не рос так, как телеканал «Дождь». И поэтому я с гораздо большим оптимизмом и уверенностью смотрю на необходимость и возможность инвестиций в телеканал.
В 2007 году Наталья Синдеева задумала нишевый телеканал и первоначально вложила собственные деньги от продажи загородного дома, позднее к ней соинвестором присоединился Александр Винокуров.
Весной 2013 года телеканал перешёл на платный доступ. «Дождь» стал первым каналом на российском телевидении, сделавшим платным доступ к своему эфиру в сети. Планировалось увеличить выручки от подписки с 10 % до 50 %., к концу года этот показатель вырос до 20 %. К середине 2013 года инвестиции могли достигнуть $40 млн.
Однако в начале 2014 года над телеканалом нависла угроза прекращения вещания, когда после скандального опроса, посвящённого 70-летию блокады Ленинграда, операторы кабельного и спутникового телевидения стали отключать «Дождь» от эфира. Для возвращения в сеть крупным операторам было решено предоставить бесплатный контент. Докризисная аудитория в 17,4 млн домохозяйств уменьшилась в 5-8 раз, что привело к резкому падению выручки от телевизионной рекламы. Альтернативными источниками финансирования, по мнению руководства «Дождя», могли бы стать краудфандинг, доходы от интернет-рекламы и Smart TV. В январе 2015 «Дождь» сообщил о своем выходе из пакетов кабельных операторов и переходе на работу по системе а-ля-карт, а также ввёл более дорогие варианты подписки для желающих поддержать телеканал.
20 октября 2014 арендодатель попросил «Дождь» покинуть помещения на «Красном Октябре» в срок до 15 ноября. Телеканал организовал временные студии в офисе «Сноба» на «Красном Октябре» и на территории делового центра «Москва-Сити», где находятся «Слон» и «Большой Город». C 9 февраля канал начал вещание со своей новой постоянной студии на дизайн-заводе «Флакон».

#### Slon.ru
Деловое интернет-издание Slon.ru было запущено в мае 2009 года под руководством Леонида Бершидского, до этого работавшего с Винокуровым в банке КИТ-Финанс. «Слон» позиционировался как «фабрика мнений» об экономике, бизнесе, политике и о жизни среднего класса. Источник, близкий к проекту, называл бюджетом на первый год работы сумму около $1,5 млн. Планировалось, что зарабатывать проект будет прежде всего на рекламе и к концу 2010 года получит операционную прибыль. Летом 2014 издание ввело частичный платный доступ к премиальным материалам.
На конец 2014 в штате «Слона» числятся 42 человека, посещаемость — около трех миллионов человек в месяц. Первым главным редактором был Леонид Бершидский, который покинул издание в начале 2011 года. Несколько месяцев изданием руководил Юрий Сапрыкин из «Афиши», Андрей Горянов возглавлял издание с 2011 по октябрь 2014. После его ухода генеральный директор «Слона» Максим Кашулинский одновременно исполнял обязанности главреда. В декабре 2014 года его сменил Винокуров. Перестановки были вызваны кризисом и необходимостью экономии.

#### Журнал «Большой Город»
Зачем я вообще купил «Большой город»? Думал, что это может быть крутой медийный проект. Но я неправильно оценил рекламный рынок в печатной прессе.
В 2010 году «Дождь» выкупил у издательского дома «Афиша», входящего в медиахолдинг «ПрофМедиа», выходивший с 2002 года журнал «Большой город» и сайт bg.ru. Издание обошлось в сумму около $2 млн.
Весной 2013 году Александр Винокуров объявил о сокращении ежемесячного бюджета издания, который превышал 10 миллионов рублей. На тот момент печатный журнал распространялся бесплатно, а посещаемость сайта была недостаточно велика. Рассматривались различные варианты: от закрытия всего издания или увольнения редакции сайта до передачи «Большого города» коллективу журналистов. В феврале 2014 было принято решение отказаться от выпуска бумажной версии, сфокусировавшись на развитии сайта.

### Клиники «Чайка»
Первоначальная идея клиник, по словам самого Александра Винокурова, пришла ему в 2009 году, когда у его супруги Натальи Синдеевой принимали роды в Париже. Бизнес-план строился исходя из структуры выплат страховых компаний и наиболее востребованных видов медицинской помощи у пациентов добровольного медицинского страхования. В марте 2013 в комплексе «Город столиц» в «Москва-Сити» открылась первая клиника «Чайка». На 2024 год сеть насчитывает 6 клиник в Москве, клиники в Тбилиси и Ереване, а также клиника Kandinsky Clinic в Дубае.
В сентябре 2022 года контроль над сетью перешел к бывшей супруге миллиардера Олега Дерипаски, дочери руководителя администрации Бориса Ельцина Валентина Юмашева, Полине Юмашевой. Сумма сделки не раскрывается. Ранее, в апреле, Юмашева продала Винокурову компанию «Креатив медиа», которая управляет изданиями The Village, Wonderzine и Spletnik.ru.